# Opustinjavanje
Opustinjavanje, u literaturi često dezertifikacija ili desertifikacija u značenju napredovanja, širenja pustinja, proces je pogoršanja kvalitete tla u relativno sušnim područjima aridne i poluaridne klime. Ovo pogoršanje kvalitete tla uzrokuje širenje odnosno nastajanje pustinja ili uvjeta sličnih pustinjskim. Prije napredovanja pustinje najčešće se u području uz pustinju odvija proces širenja stepe. Ranija raznolikost biljnog pokrova se gubi, rastu još samo vrste trave s vrlo skromnim zahtjevima.
Pojam potječe od latinskog desertus facere, što bi prevedeno značilo "pustošiti", "opustošiti". Pri tome se pod dezertifikacijom najčešće misli na širenje pustinje izazvano antropogenim aktivnostima, za razliku od širenja pustinje koje je uzrokuju prirodni činitelji. Preduvjet za to je posizanje čovjeka u konkretni ekosustav.

## Razlozi
Opustinjavanje može pospješiti vjetar, ispiranje vodom i zasoljavanje. Većina uzroka dezertifikacije je antopogeno, zasniva se na ljudskom djelovanju. Pored toga, određenu ulogu imaju i prirodna kolebanja u količini padalina, tako da razdoblja suše mogu pokrenuti ili pojačati ovaj proces.
Najčešće posizanje ljudi u gospodarenje prirodom i njenim resursima u sušnim područjima sastoji se u pretjeranoj ispaši, što znači da je količina stoke po jedinici površine u datim suhim klimatskim uvjetima prevelika. Ispaša oštećuje biljni pokrov brže nego što se on može obnoviti, a čupanje trave labavi čvrstoću tla. Posljedica je povećanje erozije, što dodatno oduzima biljnom pokrovu podlogu za rast.
Zatim, slijedi neodgovarajuće korištenje poljoprivrednih površina. Skraćivanje vremena parloga, manjkave tehnike navodnjavanja, obrada tla na obroncima na neprikladan način koji pospješuje eroziju, i uzgoj neprikladnih vrsta biljaka najčešći su uzroci promjena u tlu i lošijeg rasta biljaka što opet dovodi do povećane erozije. Kemijske tvari, kao što su gnojivo i pesticidi kao i težina mehanizacije za obradu tla izazvano povećava njegovu ugaženost i može dovesti do istrijebljenja kišnih glista.
Jednim od vrlo značajnih uzroka dezertifikacije može se smatrati krčenje šuma (deforestacija). Povećanje poljoprivrednih površina kao i potreba za ogrjevnim i građevinskim drvom u mnogim dijelovima zemlje dramatično su smanjili šumske površine, naročito u gusto naseljenim dijelovima Afrike gdje je drvo još uvijek najvažniji izvor energije.

## Posljedice
Prema procjenama tijela UNa, daleko više od jedne milijarde ljudi i oko jedne trećine poljoprivrednih površina na Zemlji pogođeni su degradacijom tla, pa time i potencijalno izloženi dezertifikaciji. Ovo se odnosi naročito na područje Sahela u Sjevernoj i dijelove Južne Afrike, kao i Središnju i Južnu Aziju, dijelove Sjeverne i Južne Amerike, no i na neka područja Južne Europe.
Opustinjavanja imaju vrlo duboke ekološke i gospodarske posljedice koje su gotovo bez iznimke negativne. Značajno opada produktivnost zemlje a naročito šumskog gospodarstva, broj vrsta i jedinki preostalih vrsta značajno opada što upravo u siromašnijim predjelima zbog njihove velike ovisnosti o prirodnim resursima i često malim rezervama i nepostojanja alternativa može imati vrlo teške posljedice. Dezertifikacija smanjuje raspoloživost osnovnih usluga ekosustava i ugrožava sigurnost ljudi. Zbog toga je dezertifikacija važna prepreka razvoju, pa su Ujedinjeni narodi proglasili 2006. godinu međunarodnom godinom pustinja i dezertifikacije.

## Protumjere
Djelotvorna strategija za suzbijanje opustinjavanja sastoji se u pravilu od paketa mjera s područja šumarstva i poljoprivrede, ali sadrži i političke i socijalne aspekte. Tako se može trajno uspjeti s projektom pošumljavanja i sadnjom zaštitnih pojaseva od stabala ako mjesno stanovništvo s jedne strane postane svjesno veličine problema, i ako se s druge strane stanovništvu osigura zamjena za ogrjevno drvo. Pri tome su odlučujuća i pitanja prirasta stanovništva i njihov odlazak u gradove, jer to često može onemogućiti alternativna rješenja.
Za uspješno dugoročno suzbijanje dezertifikacije neophodno je i rješavanje ekonomskih i političkih problema pogođenih zemalja. Smatra se, da je pošumljavanje obećavajuća mjera. Pri tome se na njivama sadi drveće. To s jedne strane smanjuje erozijsko djelovanje vjetra, a s druge sjenom smanjuje isparavanje vlage iz tla.
Istovremeno se širom svijeta traga za mogućim metodama sprječavanja širenja pustinja. U različitim zemljama stupanj kao i načini ugroženosti su različiti, pa i metode i raspoložive mogućnosti sprječavanja dezertifikacije, njenog usporavanja ili vraćanja već dezertificiranog tla ponovo kulturi, međusobno se razlikuju.
17. lipnja je Svjetski dan suzbijanja dezertifikacije. Ujedinjeni narodi su donijeli Konvenciju za suzbijanje dezertifikacije radi skretanja pozornosti globalne zajednice da širenje problema isušivanja i oštećenja tla ne smije biti zanemareno te poticanja svjetske zajednice na suzbijanje i uklanjanje učinaka tog procesa, jer globalni problem degradacije zemljišta ima za posljedicu migracije i osiromašenje pogođenog stanovništva.

## Vanjske poveznice
- GTZ CCD-Projekt: Doprinos Njemačke borbi protiv dezertifikacije (njemački)
- Webstranica o Međunarodnoj godini pustinja i dezertifikacije Ujedinjenih naroda  Arhivirana inačica izvorne stranice od 16. lipnja 2012. (Wayback Machine)  (engleski)
- Njemačka stranica o Međunarodnoj godini pustinja i dezertifikacije  Arhivirana inačica izvorne stranice od 29. siječnja 2022. (Wayback Machine) (njemački)
- FAO/UNCCD: Informacijski portal o temi dezertifikacija i sušna područja(engleski)
- Lester R. Brown, The Earth Is Shrinking: Advancing Deserts and Rising Seas Squeezing Civilization  Arhivirana inačica izvorne stranice od 10. kolovoza 2009. (Wayback Machine) (Earth Policy Institute, 15. studeni 2006.)
- Harald Maass: Pustinja raste: Žuta opasnost - FR, 6. studeni 2006.[neaktivna poveznica] (njemački)
- Kako biljke obuzdavaju pustinje ("Bild der Wissenschaft", 17. studeni 2006. (njemački)
- GTZ: "Pojam dezertifikacija"(njemački)
- Vijesti o dezertifikaciji  Arhivirana inačica izvorne stranice od 10. srpnja 2007. (Wayback Machine), Uzroci i posljedice, od  "Inter Press Service" (engleski)
- Infostranica o dezertifikaciji  Arhivirana inačica izvorne stranice od 21. svibnja 2007. (Wayback Machine) od njemačkog Saveznog ministarstva za gospodarsku suradnju i razvoj (njemački)